# Schnapsen
Schnapsen ist ein Kartenspiel der Bézique-Familie, ähnlich dem Sechsundsechzig, für zwei Personen. Eine Variante für drei Spieler wird Dreierschnapsen, für vier Spieler Bauernschnapsen genannt. Das Spiel ist vor allem in Bayern sowie den Ländern des ehemaligen Österreich-Ungarn, aber auch im heutigen Polen (v. a. in Oberschlesien) weit verbreitet.

## Etymologie und Entstehung
Laut einiger Quellen leitet sich der Name Schnapsen (ungarisch Snapszer) von schnappen, das heißt mit Trumpf stechen ab. Volksetymologisch wird der Name dagegen häufig darauf zurückgeführt, dass oft um Getränke, eben um Schnaps gespielt wurde – vergleichbar etwa der Herkunft des Namens Gin Rummy. Eine dritte Möglichkeit ist, dass der Name von einem sächsischen Vorgänger Schnorps stammt, das auch Schnorpsen, Schnarpsen oder Schnurpsen genannt wurde. Das Schna[r]psen wird auch in folgender überlieferten Kathederblüte von Prof. Galletti (1750–1828) erwähnt, der seine Schüler am Gymnasium Gotha wissen ließ:
Ihr denkt wohl, Geschichte ist so leicht als Schnarps? Ach, Geschichte kann man in einer Stunde lernen, aber an Schnarps muß man mehrere Jahre studiren.
Schnorps erschien erst 1833 in Sachsen, besonders in Leipzig und Jena, aber auch in den damaligen sächsischen Staaten wie Altenberg. Auch Schnarps oder Schnurps genannt, scheint Schnorps eine Entwicklung des Sechsundsechzig zu sein, das der Vorgänger des Schnapsens sein könnte. Laut Vanderheid (1880) wurde Schnapsen bzw. Sechsundsechzig 1866 „durch die Preußen nach Österreich“ hergebracht. 1866 war das Jahr des deutsch-deutschen Kriegs. Daher haben vielleicht österreichische Soldaten das Spiel Schnorps(en) von den mit Österreich alliierten sächsischen Truppen gelernt, wenn sie zusammen in den Feldlagern oder im Gefängnis waren.
Das Schnorps, wie auch das eng verwandte Spiel Sechsundsechzig, war eine Entwicklung des alten deutschen Kartenspiel Mariage (französisch Hochzeit), das seinerseits erst 1794 erwähnt wurde. Die früheste Beschreibung des Mariagenspiels findet sich im Leipziger Frauenzimmer-Lexicon von 1715, der Name ist auch heute noch gebräuchlich; ein in Tschechien verbreitetes, verwandtes Spiel heißt Mariáš.

## Die Regeln

### Das Ziel
Ziel des Spieles ist es, durch Stiche und Ansagen möglichst rasch 66 Augen oder mehr zu sammeln.
Anmerkung: Die in den Stichen enthaltenen Karten zählen nach ihren Augen, für ein gewonnenes oder verlorenes Spiel gibt es Punkte.

### Die Karten

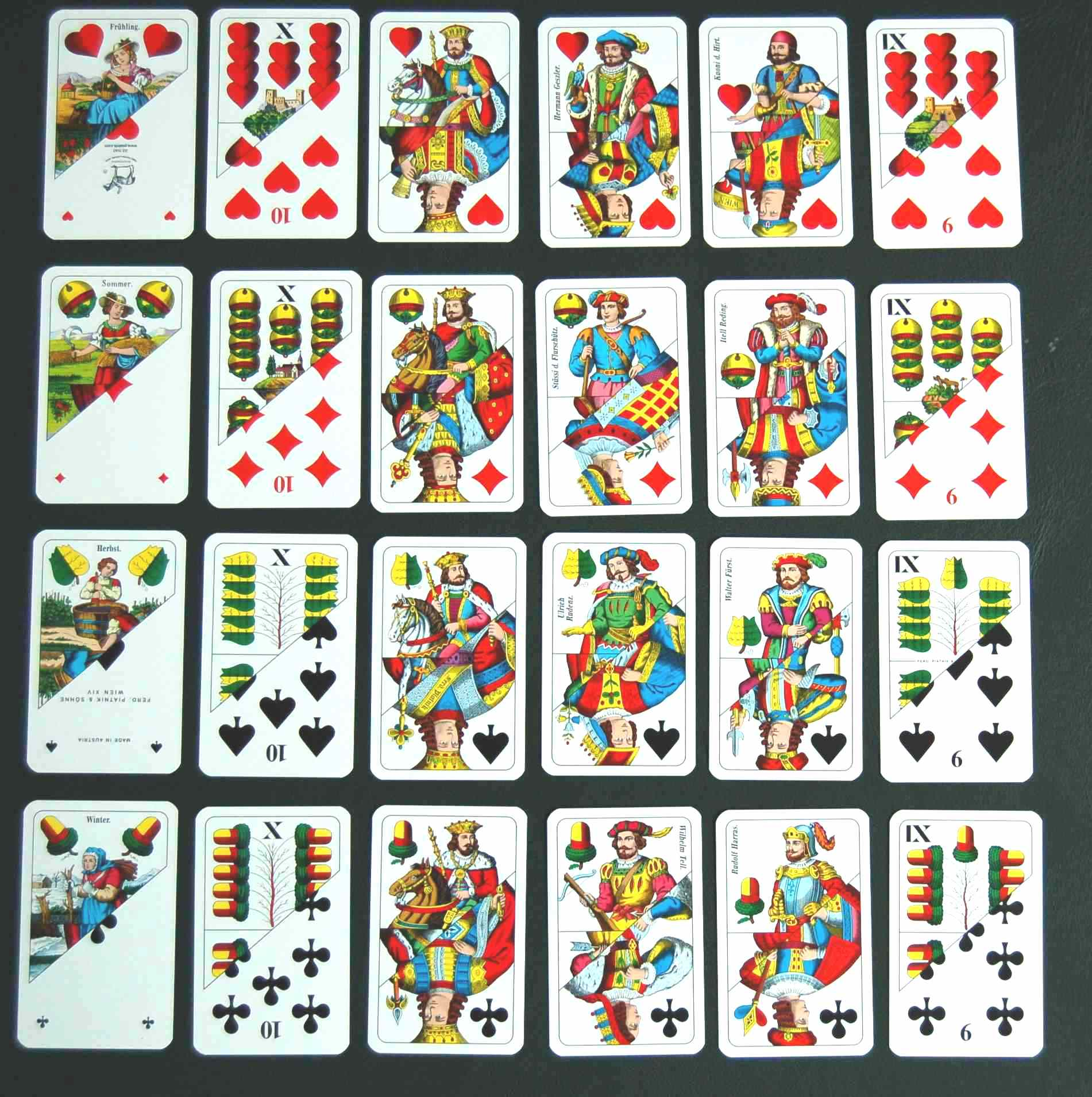
Deutsch-französische Karten für Schnapsen bzw. Sechsundsechzig

Regional unterschiedlich wird entweder mit französischen oder doppeldeutschen Karten gespielt. Für Turniere, bei denen Spieler aus verschiedenen Regionen aufeinandertreffen, gibt es spezielle deutsch-französische Karten.
Schnapsen wird mit einem Paket zu 20 Karten gespielt – das ähnliche Sechsundsechzig hingegen mit 24 Karten. Im Gegensatz zum Sechsundsechzig werden beim Schnapsen die Neuner nicht verwendet.
| Französische Farben    |           |         |            |              |
| Bezeichnung der Farben | Herz      | Karo    | Pik        | Treff, Kreuz |
| Doppeldeutsche Farben  |           |         |            |              |
| Bezeichnung der Farben | Herz, Rot | Schelle | Laub, Grün | Eichel       |

In jeder Farbe gibt es fünf Werte:
| Ass, Daus   | 11 |
| Zehner      | 10 |
| König       | 04 |
| Dame, Ober  | 03 |
| Bube, Unter | 02 |

Der Ober wird regional auch Manderl, der Unter Bauer genannt.

### Das Teilen
Der Teiler (Geber) wird durch Ziehen von Karten bestimmt, der Spieler, der die höhere Karte zieht, teilt das erste Spiel, der andere Spieler ist die Vorhand.
Der Teiler mischt, lässt abheben und teilt wie folgt die Karten:
Zuerst erhält die Vorhand und danach der Teiler drei Karten. Die siebente Karte wird aufgeschlagen, woraufhin die Vorhand und zuletzt der Teiler zwei Karten erhält.
Die verbleibenden neun Karten bilden den Talon und werden als verdeckter Stapel quer auf die aufgeschlagene Karte gelegt, sodass die Hälfte dieser Karte sichtbar ist. Die Farbe der offenen Karte zählt in diesem Spiel als Trumpffarbe (Atout).
In den weiteren Spielen wechseln sich die Spieler in den Rollen des Teilers und der Vorhand jeweils ab.

### Das Spiel
Die Vorhand spielt zum ersten Stich aus. Zu Beginn des Spieles herrscht weder Farb- noch Stichzwang: Der Teiler kann entweder mit einer höheren Karte derselben Farbe oder einem Trumpf stechen – in diesem Fall gewinnt er den Stich. Er kann aber auch eine beliebige Karte abwerfen und den Stich der Vorhand überlassen.
Der Spieler, der den Stich gewonnen hat, nimmt die oberste Karte des Talons, sein Gegner die folgende. Nachdem beide Spieler ihr Blatt wieder auf fünf Karten ergänzt haben, spielt der Gewinner des Stichs zum nächsten Stich aus.
Auf diese Weise setzt sich das Spiel fort, bis der Talon aufgebraucht ist – es sei denn, ein Spieler meldet zuvor 66 Augen oder dreht zu (das heißt, er sperrt den Talon [s. u.]). Ist der Talon aufgebraucht oder wurde er zugedreht, gilt ab diesem Zeitpunkt Farb- und Stichzwang; das heißt ein Spieler muss, wenn er an der Reihe ist:
- mit einer höheren Karte der angespielten Farbe stechen. Kann er das nicht, so muss er
- eine niedrigere Karte der angespielten Farbe zugeben. Ist das nicht möglich, so muss er
- mit einer Trumpfkarte stechen, und falls auch das nicht geschehen kann,
- eine beliebige andere Karte abwerfen.

Farbzwang geht immer vor Stichzwang: Es ist nicht erlaubt, mit einer Trumpfkarte zu stechen, wenn man die angespielte Farbe bedienen kann.
Ein Verstoß gegen diese Regel wird Renonce genannt und mit dem sofortigen Verlust des Spiels bestraft, der Gegner gewinnt in diesem Fall drei Punkte.
Die abgelegten eigenen Stiche darf man beim weichen Schnapsen jederzeit durchsehen, auch darf man sich vom Gegner dessen ersten Stich zeigen lassen. Beim scharfen Schnapsen (s. u.) ist das Ansehen abgelegter Karten nicht erlaubt.

### Das Ausmelden
Hat ein Spieler nach Gewinn eines Stichs oder einer Ansage (s. u.) 66 oder mehr Augen erreicht, so darf er sich ausmelden (meist, indem er sagt: „Ich habe genug“). Das Spiel ist beendet, und jeder Spieler zählt die gesammelten Augen.
- Hat der Gegner keinen Stich erzielt, gewinnt der Spieler drei Punkte.
- hat der Gegner 32 oder weniger Augen erhalten, gewinnt der Spieler zwei Punkte.
- hat der Gegner 33 oder mehr Augen erhalten, gewinnt der Spieler einen Punkt.

Hat ein Spieler das Spiel irrtümlich beendet, das heißt hat weniger als 66 Augen, ist das Spiel trotzdem beendet. In diesem Fall gewinnt der Gegner so viele Punkte, wie der Spieler gewonnen hätte, wäre die Siegmeldung korrekt erfolgt.

### Der letzte Stich
Hat vor dem Ausspielen der letzten Karte kein Spieler das Spiel für gewonnen erklärt, muss die letzte Karte gespielt werden und es gewinnt derjenige das Spiel, der den letzten Stich erzielt.
Diese Regel gilt allerdings nicht im Falle einer Talonsperre (siehe unten).

### Die Ansagen

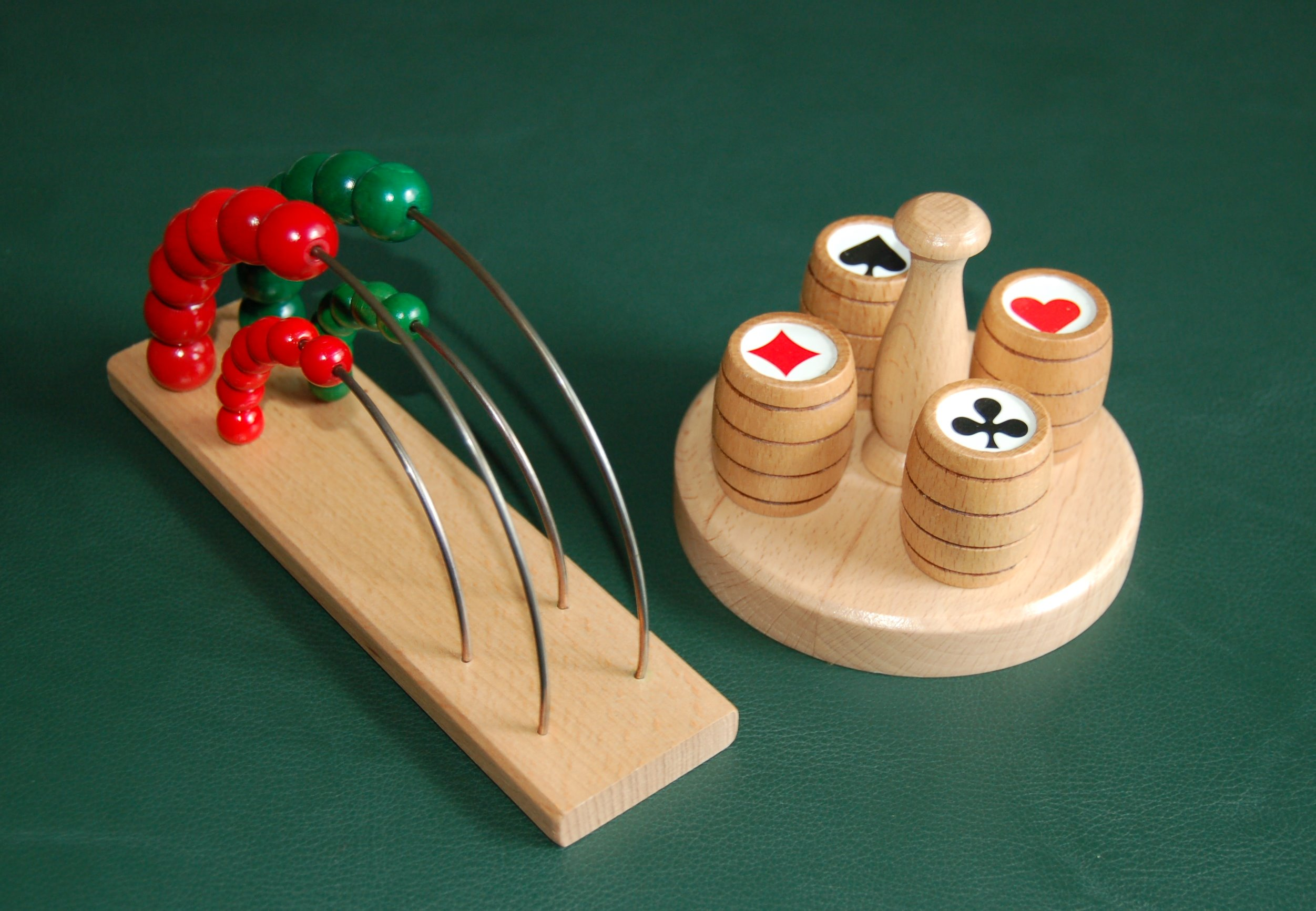
Bummerlzähler und Ansagefässchen mit französischen Farben

Besitzt ein Spieler König und Ober bzw. Dame von einer Farbe, so kann er dies, wenn er am Zug ist, ansagen (melden) und erhält dafür wie folgt Augen gutgeschrieben.
- Eine Ansage in Trumpf zählt 40 Augen, die Meldung in Atout wird daher Vierziger genannt.
- Eine Ansage in einer anderen Farbe zählt 20 Augen, man nennt dies einen Zwanziger.

Um spätere Streitigkeiten beim Zählen der Augen zu vermeiden, ist es empfehlenswert, bei jeder Ansage das entsprechende Ansagefässchen zu den Stichen zu legen.
Eine Ansage als erster Spielzug von der Vorhand ist möglich.
Wer eine Ansage macht, muss eine der beiden Karten zum nächsten Stich ausspielen.
Hat der Spieler, der eine Ansage getätigt hat, das gesamte Spiel über keinen Stich erzielt, zählen die durch die Ansage erzielten Augen nicht, wodurch der Gegenspieler drei Punkte erhält. Wurde die Karte der Ansage gestochen und der Spieler erzielt später einen Stich, zählen die durch die Ansage erzielten Augen dennoch.
Das Paar König-Dame wird in den Spielen der Bézique-Familie, aber auch beim Poch, als Mariage bezeichnet. Diese Bezeichnung ist freilich nur beim Spiel mit französischen Karten gebräuchlich.

### Das Austauschen der Atout-Karte
Hält ein Spieler den Unter bzw. Buben der Trumpffarbe und ist am Zug, darf er vor seinem Zug diese Karte gegen die offen aufliegende Trumpffarbe „austauschen“. Die Vorhand darf die Trumpfkarte auch vor dem Ausspielen der ersten Karte austauschen.
Liegt nur noch eine Karte als Talon auf der offenen Trumpfkarte, darf man austauschen, jedoch nicht zudrehen.

### Das Sperren des Talons
Glaubt der Spieler, der am Zug ist, dass er ohne weiteres Heben vom Talon die benötigte Anzahl von 66 Augen erreichen kann, so kann er den Talon sperren oder zudrehen. Er nimmt dann die offene unterste Karte des Talons und legt sie verdeckt quer über den restlichen Stapel.
Ab diesem Zeitpunkt gilt Farb- und Stichzwang, als ob der Talon aufgebraucht wäre. Gelingt es dem Spieler, der den Talon gesperrt hat, im weiteren Spiel insgesamt 66 Augen zu sammeln und den Sieg zu erklären, gewinnt er das Spiel. Wer den letzten Stich erzielen kann, spielt im Falle einer Talonsperre keine Rolle. Die Anzahl der Siegpunkte richtet sich nach der Augenzahl des Gegners im Zeitpunkt des Zudrehens. Stiche und Ansagen des Gegners, welche erst nach dem Zudrehen erfolgen, werden nicht zu seinen Augen gezählt. Beim Turnierschnapsen gilt jedoch Folgendes: Die Anzahl der Siegpunkte richtet sich nach der Augenzahl des Gegners am Ende des Spiels; d. h. Stiche und Ansagen des Gegners, welche erst nach dem Zudrehen erfolgen, werden beim Turnierschnapsen sehr wohl zu seinen Augen gezählt.
Kann der Spieler, der den Talon gesperrt hat, keine 66 Augen erzielen, bzw. kann sich sein Gegner zuvor ausmelden, so gewinnt der Gegner
- drei Punkte, falls er zum Zeitpunkt des Zudrehens noch stichlos war, ansonsten
- zwei Punkte

Liegt nur mehr eine Karte als Talon auf der offenen Trumpfkarte, darf man austauschen, jedoch nicht zudrehen.

### Bummerl und Partien
Ein Bummerl setzt sich aus mehreren einzelnen Spielen zusammen; das Teilen wechselt nach jedem Spiel. Der Spieler, der als Erster sieben Siegpunkte erzielt, gewinnt, und der Gegner notiert bei sich einen ebenfalls Bummerl genannten fett geschriebenen Punkt.
Eine Besonderheit des Schnapsens ist die Zählung von Sieben herunter ; das heißt man zählt nicht die bereits erreichten Siegpunkte, sondern notiert die Anzahl der Punkte, die noch zum Gewinn fehlen: Beide Spieler beginnen daher mit sieben Punkten, gewinnt ein Spieler das erste Spiel mit drei Siegpunkten, so verringert sich sein Punktestand auf vier.
Der jeweilige Spielstand wird entweder traditionell mit Kreide auf einer kleinen Tafel aufgeschrieben oder mithilfe eines Bummerlzählers angezeigt: Am äußeren Bogen wird mithilfe von sieben großen Perlen der aktuelle Stand innerhalb des gerade gespielten Bummerls dargestellt, mit den kleineren Perlen des inneren Bogens werden die bereits zu Ende gespielten Bummerl gezählt.
- Gewinnt ein Spieler mit dem Stand 0 : 7, so ist der Gegner Schneider (Schneiderbummerl) und der Verlust zählt doppelt, der Verlierer notiert zwei Bummerl – diese Regel gilt jedoch nicht im Turnierspiel.

- In allen anderen Fällen erhält der Verlierer ein Bummerl.

Eine Partie wird je nach Vereinbarung bzw. Turnierausschreibung auf zwei oder drei gewonnene Bummerl gespielt, das heißt, der Spieler, der als Erster seinem Gegner zwei bzw. drei Bummerl anhängt, gewinnt die Partie.

## Redewendung
Davon leitet sich die Redewendung das Bummerl haben oder auch: … kriegen ab. Sie bedeutet, dass die betreffende Person (aus einer Gruppe von zwei oder wenigen Personen) einen Nachteil erleidet, während die andere(n) konkurrierende(n) Person(en) einen Vorteil gewinnen.
Ana hot imma des Bummerl ist der Titel eines Wienerlieds von Horst Chmela (1939–2021).

## Das scharfe Schnapsen
Die obigen Regeln beschreiben das sogenannte weiche Schnapsen, beim scharfen oder harten Schnapsen gelten folgende Verschärfungen:
- Abgelegte Stiche dürfen nicht mehr angesehen werden, daher muss man die eigenen Augen mitzählen.
- Liegt nur noch eine Karte als Talon auf der offenen Trumpfkarte, darf man – gleich wie beim weichen Schnapsen – nicht zudrehen, jedoch zusätzlich auch nicht mehr austauschen.
- Das Austauschen vor dem ersten Ausspiel der Vorhand ist nicht zulässig.
- Eine Ansage (Zwanziger, Vierziger) darf erst dann erfolgen, nachdem man zumindest einen Stich erzielt hat.
- Wer eine Ansage macht, muss zum nächsten Stich den König ausspielen – das Ausspielen des Obers bzw. der Dame ist nicht erlaubt.
- Man darf erst dann vom Talon kaufen, wenn der vorangegangene Stich verdeckt abgelegt worden ist.

## Das Turnierspiel
Schnapsen erfreut sich in Österreich sehr großer Beliebtheit und wird insbesondere in vielen Turnieren gespielt. Als Turnierform ist das Preisschnapsen vorherrschend, seltener wird nach der dänischen Wertung gespielt.
Bei Turnieren wird meistens auf zwei gewonnene Bummerl gespielt: Sieger einer Begegnung ist derjenige Spieler, der seinem Gegner als erster zwei Bummerl „anhängt“. Wird eine Partie mit dem Stand 7:0 gewonnen, so zählt dies im Turnierspiel jedoch nicht doppelt, sondern nur einfach.
Je nach Ausschreibung wird entweder weich oder scharf (hart) geschnapst.

### Das Preisschnapsen
Ein Preisschnapsen ist ein nach einem modifizierten K.-o.-System abgewickeltes Schnaps-Turnier. Diese Turnierform wird unter anderem auch beim Watten als Preiswatten angewendet. Während beim üblichen K.-o.-System ein Spieler nach seiner ersten Niederlage aus dem Wettbewerb ausscheidet, so ist dies beim Preisschnapsen nicht immer der Fall, da ein Spieler bei manchen Turnieren mehrere Teilnahmekarten erwerben kann.

#### Teilnahmekarten
Vor Beginn des Turniers werden Teilnahmekarten aufgelegt, die Anzahl der Teilnahmekarten ist stets eine Zweierpotenz, zum Beispiel 32, 64, 128 usw. und richtet sich nach der erwarteten Anzahl der Spieler. Jeder Spieler darf eine gewisse – in der Turnierausschreibung festgelegte – Anzahl von Teilnahmekarten (Lose, Leben, Standkarten) kaufen, zum Beispiel bis zu drei Stück. Unverkaufte Teilnahmekarten sind Freilose.

#### Auslosungen
Sodann werden die Paarungen für die erste Runde gelost. Bei den Auslosungen wird so vorgegangen, dass ein Spieler, der mehrere Teilnahmekarten besitzt, nach Möglichkeit nicht gegen sich selbst spielen muss. In den höheren Runden kann dies jedoch vorkommen, in diesem Fall muss der betreffende Spieler eine Teilnahmekarte abgeben und darf mit der anderen Karte in die nächste Runde aufsteigen.
Wie wird gelost?
Angenommen es werden 64 Teilnahmekarten aufgelegt, so sind in der ersten Runde des Turniers 32 Spiele durchzuführen. Für die Auslosung verwendet man zwei Töpfe – einen rechten und einen linken Topf – in die jeweils 32 Karten mit den Nummern 1 bis 32 gelegt werden. Nun ziehen die einzelnen Teilnehmer entsprechend der Anzahl der Teilnahmekarten, die sie gekauft haben, wobei mit dem linken Topf begonnen wird: hat etwa der erste Spieler drei Teilnahmekarten gekauft, so zieht er drei Karten aus dem linken Topf, und so weiter. Erst wenn alle Karten aus dem linken Topf gezogen sind, wird aus dem rechten Topf gezogen. Ist der linke Topf geleert und muss der Spieler, der die letzte Karte daraus gezogen hat, auch aus dem rechten Topf ziehen, so kann es vorkommen, dass er rechts eine Nummer zieht, die er bereits aus dem linken Topf gezogen hat – in diesem Fall muss der Spieler ein weiteres Mal aus dem rechten Topf ziehen.
Die Nummern, die im rechten Topf übrig bleiben, nachdem alle Spieler ihre Rundennummern gezogen haben, sind Freilose, das heißt die Spieler, die die entsprechenden Nummern aus dem linken Topf gezogen haben, steigen kampflos in die nächste Runde auf. Die Teilnehmer, die jeweils dieselbe Nummer gezogen haben, treffen nun in der ersten Runde aufeinander und spielen eine Partie auf zumeist zwei gewonnene Bummerl.

#### Spielrunden
Selbstredend können nicht alle Partien einer Runde gleichzeitig durchgeführt werden, da ein Spieler, der mehrere Teilnahmekarten besitzt, gegen mehrere Gegner antreten muss. Es wird nicht eingeteilt, welcher Spieler wann gegen welchen Gegner zu spielen hat. Jeder Spieler sucht sich selbst seinen jeweiligen Gegner – wobei die Turnierleitung natürlich behilflich ist. Der Gewinner einer Partie behält seine Teilnahmekarte und steigt in die nächste Runde auf, der Verlierer muss eine Teilnahmekarte abgeben – solange er jedoch noch weitere Teilnahmekarten besitzt, verbleibt er im Turnier. Sind alle Spiele einer Runde beendet, so werden die Paarungen für die nächste Runde gelost, wobei die Spieler, die noch mehr als eine Teilnahmekarte besitzen, zuerst ziehen.

#### Preise
Beim Preisschnapsen gibt es üblicherweise acht Preise:
- 1. Preis: Turniersieger
- 2. Preis: Finalist
- 3. und 4. Preis: Die Verlierer der beiden Semifinalspiele spielen um den dritten Platz.
- 5. bis 8. Preis: Je zwei Verlierer aus den Viertelfinalspielen treffen aufeinander; die Sieger aus diesen Begegnungen spielen sodann um den 5. und 6. Platz; die Verlierer spielen um den 7. und 8. Platz

Ein Spieler, der mehrere Teilnahmekarten kauft, kann auch mehrere Preise gewinnen – es sei denn, in den Turnierbedingungen ist ausdrücklich festgelegt, dass ein Spieler nur höchstens einen Preis gewinnen kann.
Der Gewinner eines Preisschnapsens erhielt früher üblicherweise eine Gans als Siegespreis.

## Rechtliches
Nach österreichischem Recht zählt Schnapsen − im Gegensatz etwa zu den verschiedenen Poker-Varianten − nicht als Glücksspiel, sondern als Geschicklichkeitsspiel:
Typische Geschicklichkeitsspiele sind Tarock, Bridge, Schnapsen oder Schach.

## Verwandte Spiele
- Sechsundsechzig
- Bauernschnapsen ist eine Variante für vier Spieler
- Dreierschnapsen ist eine Variante für drei Spieler
- Nürnberger Dreck
- Russisches Schnapsen